# Tadeusz Deszkiewicz
Tadeusz Deszkiewicz (ur. 13 marca 1952 we Wrocławiu) – polski dziennikarz, publicysta, krytyk muzyczny, działacz społeczny. W latach 2015–2025 doradca społeczny prezydenta Andrzeja Dudy, od 2016-2024 prezes Polskiego Radia RDC.

## Życiorys

### Wykształcenie i działalność zawodowa
Ukończył II Liceum Ogólnokształcące im. Stefana Batorego w Warszawie (1971). Studiował polonistykę na Uniwersytecie Adama Mickiewicza w Poznaniu oraz teatrologię na Uniwersytecie Warszawskim.
W latach 1977–1996 był dziennikarzem Naczelnej Redakcji Muzycznej Polskiego Radia i Telewizji, a następnie Programu 2 Polskiego Radia. Współautor i prowadzący pierwszego telewizyjnego teleturnieju językowego „ABC”. Autor setek artykułów i audycji radiowych i telewizyjnych o tematyce muzycznej i kulturalnej. Laureat nagrody Prezesa Polskiego Radia za transmisje z Metropolitan Opera w Nowym Jorku.
Członek zespołu, autor kwartalnika „Polish Culture” – „Polska Kultura”. Był felietonistą londyńskiego tygodnika „Tydzień Polski”, tłumaczem artykułów i autorem opracowań płytowych „Reader’s Digest”. Od 1997 był wiceprezesem studia filmowego „Dr Watkins”. Współautor filmów Obywatel Poeta o Zbigniewie Herbercie oraz Mysz, która ryknęła na 20-lecie Solidarności.
W latach 2002–2007 był dyrektorem Biura Promocji Miasta Stołecznego Warszawy, a od 2007 był wicedyrektorem i dyrektorem Departamentu Komunikacji Społecznej Narodowego Banku Polskiego. Następnie pełnił funkcję naczelnika wydziału promocji i kultury Urzędu Miejskiego w Wołominie.
Od 2015 był członkiem Rad Programowych Polskiego Radia oraz RDC. Od lutego 2016 jest prezesem Polskiego Radia Radio dla Ciebie.
10 grudnia 2015 został powołany na doradcę społecznego Prezydenta Rzeczypospolitej Polskiej. 5 sierpnia 2025 zakończył pełnienie tej funkcji.

### Działalność społeczna
Od początku swojej działalności zawodowej prowadził bogatą działalność społeczną. Był współzałożycielem i prezesem Fundacji „Latająca Akademia”, działającej na rzecz muzycznie uzdolnionych dzieci autystycznych i z porażeniem mózgowym.
W latach 2012–2015 prezes Towarzystwa Miłośników Muzyki Moniuszki. W 2012 był pomysłodawcą i organizatorem akcji na rzecz ratowania Warszawskiej Opery Kameralnej. Od 2012 współorganizator i juror Międzynarodowego Konkursu Wokalnego „Belcanto Italiano” w Pineto i Rzymie. Był wiceprezesem Stowarzyszenia im. Mieczysława Karłowicza w Zakopanem oraz współtwórcą Międzynarodowego Festiwalu Muzyki Kameralnej „Muzyka na szczytach” w Zakopanem.
Wszedł w skład komitetu wspierającego kandydaturę Karola Nawrockiego na prezydenta RP w wyborach w 2025.

## Odznaczenia
- Krzyż Oficerski Orderu Odrodzenia Polski (2025)
- Krzyż Kawalerski Orderu Odrodzenia Polski (2017)[12][13]
- Złoty Medal „Zasłużony Kulturze Gloria Artis” (2017)[13]
- Medal Stulecia Odzyskanej Niepodległości (2023)[14]